# Anisomysis
Anisomysis är ett släkte av kräftdjur. Anisomysis ingår i familjen Mysidae.

## Dottertaxa tillAnisomysis, i alfabetisk ordning[1]
- Anisomysis acuminata
- Anisomysis aikawai
- Anisomysis akajimaensis
- Anisomysis arabica
- Anisomysis australis
- Anisomysis bacescui
- Anisomysis bifurcata
- Anisomysis bipartoculata
- Anisomysis boraboraensis
- Anisomysis brevicauda
- Anisomysis chessi
- Anisomysis comorensis
- Anisomysis constricta
- Anisomysis enewetakensis
- Anisomysis extranea
- Anisomysis gracilis
- Anisomysis gutzuii
- Anisomysis hanseni
- Anisomysis hashizumei
- Anisomysis hawaiiensis
- Anisomysis hispida
- Anisomysis hosakai
- Anisomysis ijimai
- Anisomysis incisa
- Anisomysis kunduchiana
- Anisomysis laccadivei
- Anisomysis lamellicauda
- Anisomysis laticauda
- Anisomysis levi
- Anisomysis maldivensis
- Anisomysis maris-rubri
- Anisomysis megalops
- Anisomysis minuta
- Anisomysis mixta
- Anisomysis modestiangusta
- Anisomysis mullini
- Anisomysis nana
- Anisomysis ohtsukai
- Anisomysis omorii
- Anisomysis parvisinuosa
- Anisomysis parvispina
- Anisomysis pelewensis
- Anisomysis quadrispinosa
- Anisomysis robustispina
- Anisomysis rotunda
- Anisomysis ryukyuensis
- Anisomysis sirielloides
- Anisomysis spatulispina
- Anisomysis spinata
- Anisomysis tattersallae
- Anisomysis thurneysseni
- Anisomysis truncata
- Anisomysis unispinosa
- Anisomysis vasseuri
- Anisomysis xenops